# 兼松光
兼松 光（かねまつ ひかる、1944年8月8日 - 2023年5月16日）は、日本の音楽プロデューサー、作詞家である。CD-CREDITの英語表記はHikaru flash Kanematsu。愛知県名古屋市出身。作詞家として倉敷光、作曲家としてMichael Morati（マイケル・モラティ）のペンネームがある。株式会社フラッシュポイント代表取締役。ニックネームのflashの名付け親はブロードキャスターのピーター・バラカン。長谷川きよし、井田リエ & 42nd Street、当山ひとみ、アメリカ合衆国出身の女性コーラスグループA.S.A.P.のプロデュースほか、映画、テレビドラマ、ゲーム等の音楽のプロデュースも手がける。

## 経歴
東海中学校・東海高等学校卒業後、成蹊大学政治経済学部に進学する。
大学卒業後、1967年に株式会社新興楽譜出版社（現シンコーミュージック・エンタテイメント）に入社。レコード原盤制作システムの創成期に、訳詞家漣健児の要請により原盤制作プロデューサーとなる。グループ・サウンズ、カレッジ・フォーク、ニューミュージック、ジャズからクラシックに至るまで幅広い音楽シーンのプロデュースに関わってきた。
1978年にフリーランスとして独立し、株式会社フラッシュ・ミュージックを設立する。キングレコードに、当時では珍しいプロデューサーズ・レーベル「フラッシュ・ミュージック・レコーズ」を作る。長谷川きよし、井田リエ & 42nd Street、1980年代には当山ひとみ (Penny) 等々のR & B系のアーティストを育てる。
1987年、日本コロムビアに財津和夫、上田正樹らを迎え、プロデューサーズ・レーベル「トライアド (TRIAD) 」を設立。レーベル名「トライアド」の名付け親でもある。1987年1月1日、トライアド・レーベルの第一弾作品として、財津和夫のシングル「償いの日々」（with 原みどり）、アルバム「City Swimmer」をリリースする。
1988年、村上春樹の小説「ノルウェイの森」をイメージした海外録音企画アルバム「ノルウェーの森」（LAワークショップ）、「ノルウェーの森Ⅱ」（LAワークショップ with ニューヨーカー） を制作。1990年代に日本に逆カヴァー・ブームを巻き起こした黒人女性3人グループA.S.A.P.（アサップ）をプロデュースする。コロムビア・レコードは、このトライアド・レーベルでの多くのヒットにより、歌謡系レコード会社というイメージを一新し、POPS系のアーティストが育つ基盤を作った。
1992年、株式会社「ロウズ」の代表取締役に就任。
1998年、作家マネイジメント会社「ロウズ」と音楽制作会社の「フラッシュポイント」（名義変更）に分社し、「フラッシュポイント」の代表取締役および「ロウズ」の出版取締役を兼務。
2006年、村上春樹に捧げる海外録画企画アルバムの第三弾『アメリカから届いた「10のオマージュ」』を制作すると同時に、その録音エピソードをつづった単行本『音楽家たちの村上春樹』を執筆する。
2023年5月16日、78歳没。訃報は同年5月20日、作詞家の田口俊のFacebookで追悼のメッセージとともに伝えられた。5月21日には当山ひとみがFacebookとインスタグラムで報告。5月25日に放送されたコマラジ「うたうMy Life」では兼松との思い出の曲をレコーディング当時のエピソードとともに紹介した。

## プロデュース作品

### シングル

#### 日本人アーティスト
あ行
- 赤塚尊純
  - 心斎橋に星が降る / 断絶  (1995年、Polystar)
- あべ静江
  - 生まれたままの姿で / モジリアニの少女（1974年、Canyon）
  - 雨を見ていた人 / 朝もやの駅（1975年）
  - 私は小鳥 / さようなら二人の昨日 こんにちは私の明日（1975年）
  - 心の音 / 白い雪そんな雪が私は好き（1976年）
  - いたずら書き/Too Happy（1976年）
- 井田リエ & 42nd Street
  - セクシー・ドライバー / ひらめきラヴ（1977年、Polydor）
  - あいつは特別 / 恋の嵐（1978年）
  - スター / 光と影（1980年、King）
  - ひとこと / 音をたてて愛が（1980年）
  - ブルーハーバーストリート / 二度目の秋に（1980年）
  - パーティーを抜け出して / South Big Wave (2014年、THINK! RECORDS)

アナログ7inch 初回プレス限定盤
2nd アルバム『STAR』からのシングルカット
- いわぶちかつひこ
  - 気にすんな / ありがとうも言えなくて（1998年、One-der）
- ERINA（エリナ 村田恵里）
  - GIRLS GO MANIAC / 寝ない自信があるの（1992年、For Life）
  - 世界でいちばんビンカンな場所 / その気のBoyfriend（1992年）
  - こんな雨の日に抱かれたら / CALL BACK（1992年）
- 大上留利子
  - 心斎橋に星が降る / 聞いててや（1994年、Polystar）
  - 胸が痛い / SOMEDAY（1995年）

か行
- 甲斐バンド
  - 裏切りの街角 / 薔薇色の人生（1975年、Toshiba EMI）
  - かりそめのスイング / ポップコーンをほおばって（1975年）
  - テレホン・ノイローゼ / 風が唄った日（1976年）
- 菊池志穂
  - きみとぼくのうた/ひとりぼっちということ（1997年、One-der）
  - Dream Child / 朝（1998年）
  - スカートのポケット / 今日も明日もいつもの道で（1999年、First Smile）
- 久宝留理子
  - 一緒に帰ろう / せめて、さよならを言わせてよ（1999年、Victor）
  - ROOKIE / 見つけてあげる（2000年）

さ行
- 財津和夫
  - 償いの日々(with 原みどり) / 愛にふれたとき（1987年、Columbia TRIAD）
- 坂本スミ子
  - それもそうだわネ －ドンドン小唄－/ キミが好き好き（1967年、PHILIPS）
- 水前寺清子
  - 涙をふいて / ウォーキング・マーチ（2002年、Nippon Crown）

た行
- 柘植章子
  - さよなら / ひいふうみい（1972年、Victor）
- 当山ひとみ
  - ドア越しのGood Song / サンフランシスコ-オークランド（1981年、Nippon Columbia）
  - シンフォニー / ミッドナイト・エキスプレス（1981年）
  - 今のままでいて (I Don't Think I Can Wait ) / オフィス・デイト（1982年）
  - Our Lovely Days / マイ・ガイ (Cafe sign) （1982年）
  - Goodbyeシャープに抱いて / エキゾティック横顔（1983年）
  - 言い出しかねて (Try To Say) / セクシー・ロボット（1983年）
  - 彼女にはわからない / Air Pocket（1985年）
  - Behind You /言いだしかねて / Penny Arcade（1985年）12インチシングル
  - SCHOOL BAND / もしLife Story書くなら (You Are The One) （1985年）
  - 銀河の片隅で / ドア越しのGood Song / 銀河の片隅で（英語ヴァージョン、1986年）12インチシングル
  - 行き先は教えない / Hello Me（1986年）
  - 7courseのPrologue / It's Not Easy / Hold me in the shadow（1987年）
  - MANY THANKS 心のままに / Sweet Soul Music（1987年）
  - イマジネイション / Keep The Love Alive（1988年）
  - You Are My Reason To Be ～愛は瞳の中に～ / 見えないハリケーン（1988年）
  - IT ALL COMES DOWN TO LOVE ～愛しい人～ / 愛しい人 ～IT ALL COMES DOWN TO LOVE～（日本語詞、1988年）
  - NORTH SHORE ～シェイヴ・アイスの少年達～ / You Are Ecstasy（1988年）

な行
- 仲間由紀恵
  - トゥルー・ラブストーリー～恋のように僕たちは～（1996年、Sony Music / Antinos）

は行
- 長谷川きよし
  - 別れのサンバ / 歩きつづけて（1969年、PHILIPS）
  - 透明なひとときを / 夕陽の中で（1970年）
  - 帰っておいで / もう飽きてしまった（1970年）
  - 卒業 / 夜が更けても（1971年）
  - 黒の舟唄 / 心中日本（1972年）
  - さよなら / 白い小部屋（1975年）
  - 灰色の瞳（with 加藤登紀子）（1974年、Polydor）
  - 今あなたは / 愛は夜空へ（1976年）
  - 夕凪のマルシア / もう一つのドア（1977年）
  - 後姿 / 私のWeekend（1978年、Flash Records）
- 原みどり
  - 御乱心春色変化 / 好きといふ気持ち（1987年、Columbia TRIAD）
- 原本玲子 (Ray of Light)
  - 真夏日 / そういうふうで / THIS MUST BE LOVE（1999年、BMG Fun House）
  - The Last Game ～もうひとつのノーサイド～（1999年）

ま行
- マイク真木・前田美波里
  - たった一度の人生 / 気楽に行こう（1971年、PHILIPS）
  - 町をはなれて / 僕達の国は地球（1971年）
  - 妖精の詩 / フォーリン・ダウン（1972年）
- MYRAH（当山恵子）
  - マイ・ガイ (CAFE sign) / 想い出にしないで（1984年、Toshiba EMI）

や行
- 吉川桂子
  - オレンジの木の下で / ご機嫌いかが（1974年、PHILIPS）

ら行
- ザ・リンド&リンダース
  - 銀の鎖 / 恋にしびれて（1968年、PHILIPS）
  - 夕陽よいそげ / はなれぼっち（1968年）
- ローレライ（田口俊）
  - 殺し文句 / ムーンライトフライト（1980年、Sony）

#### 日本以外のアーティスト
- A.S.A.P.（アサップ、U.S.A. Artist）
  - Graduation Photogragh（卒業写真） / Chuo Freeway（中央フリーウェイ）（1990年、Columbia TRIAD）
  - NO SIDE (GAME'S OVER)（ノーサイド）) / You Don't Have To Worry（守ってあげたい）（1990年）
  - My Baby Santa Claus（恋人がサンタクロース）/ Lovin'You The Rest of My Life（1990年）
  - REFRAIN（リフレインが叫んでる）/ CLOSE TO YOU（1991年）
  - Lonely Room（翳りゆく部屋）/ I See The Sea（海を見ていた午後）（1992年)
  - Vacation Hot Lovin' / Cry On Your Smile（1992年）
  - Magic In KOBE / Mid-Summer Blossoms（真夏の果実）（1993年）
  - Single Bed / 港のヨーコ・ヨコハマ・ヨコスカ（1996年、BMG VICTOR）
- A.S.A.P. Sisters（アサップ・シスターズ、U.S.A. Artist）
  - HANA（1995年、BMG VICTOR）
- BEL-AIR（ベル・エア、U.S.A. Artist）
  - Traces of Snow（なごり雪）（1990年、BMG VICOR）
- Laura（ローラ FRANCE Artist）
  - 恋するニコラ / モンパルナスで（1972年、Toshiba / Odeon）
- Raymond Lovelock（レイモンド・ラヴロック、ITALY Artist）
  - 恋の風 / ガラスの部屋（1970年、King）
- ONCE UPON A TIME (U.S.A. Artist)
  - Spring Is Just Ahead（春一番）（1991年、VAP）

### アルバム

#### 日本人アーティスト
あ行
- あべ静江
  - 愛のかたち (1974年 Canyon)
  - イン・コンサート 私は小鳥 (1975年)
  - TARGET (1976年)
- 井田リエ & 42nd Street
  - Street Talk (1977年 Polydor)
  - STAR	(1979年 King)
  - Step In My Heart (1980年)
- INSPIRAL GARDEN	
  - WHITE CANVAS (1994年 Sha Ri Ra)
- ERINA (エリナ)
  - GIRLS GO MANIAC (1992年 For Life)
  - PETER PANIC (1993年)
- 大上留利子
  - Heart Pain (1995年 Polystar)

か行
- 甲斐バンド
  - 英雄と悪漢 (1975年 Toshiba EMI)
- 菊池志穂
  - いっしょがいいな (1998年 One-der)
- 久宝留理子
  - 紅孔雀 (2000年 Victor)

さ行
- 財津和夫
  - City Swimmer (1987年 Columbia TRIAD)
  - ZAITSU SONGS 〜CINEMATIC〜 (2002年 Victor)
  - ZAITSU SONGS 〜アカペラ〜 (2003年)

た行
- 柘植章子
  - さよなら（1972年 Victor）
- 当山ひとみ
  - JUST CALL ME PENNY (1981年 Nippon Columbia)
  - Heart Full Of L.A. Mind (ハートはLAマインド) (1982年)
  - On The Radio	(1982年)
  - NEXT DOOR (1983年)
  - セクシー・ロボット(1983年)
  - FIVE PENNYS (1985年)
  - HUMAN VOICE (1985年)
  - THE BEST COLLECTION (1985年)
  - BEST SONGS LADY BALLAD (1986年)
  - HELLO ME (1986年)
  - ONE SCENE (1987年)
  - Wデラックス	(1987年)
  - イマジネイション (1988年)
  - WATCH OUT (1988年)
  - After 5:00 Story (1989年)
  - LADY BALLAD II (1992年)
  - 胸さわぎ (1992年)
  - Lovers In New York  (1993年)

は行
- 長谷川きよし
  - ひとりぼっちの詩 (1969年 PHILIPS)
  - 透明なひとときを (1970年)
  - 長谷川きよし イン・コンサート (1970年)
  - 卒業 (1971年)
  - いにしえ坂 (1972年)
  - 長谷川きよし オン・ステージ	(1973年)
  - あるばむ7 (1974年)
  - 街角(1975年)
  - AFTER GLOW (1976 Polydor)
  - Sunday Samba Session	 (1977年) ライブアルバム
  - 加藤登紀子 長谷川きよし LIVE (1978年)
  - アナザー・ドアー (1978年 Flash Record)
  - 遠く離れたおまえに (1979年)
  - Sunday Samba Session	(1979年)
  - AFTER GLOW (1979年)
  - 風織る街を過ぎて (1980年)
  - 遠く離れたおまえに (1992年 King)
  - アナザー・ドアー (1992年)
  - 遠く離れたおまえに (2006年 Flash Point Records)
  - Sunday Samba Session (2006年)
  - アナザー・ドアー (2007年)
  - AFTER GLOW (2007年)
  - 40年。まだこれがベストではない。長谷川きよしライヴ・レコーディング (2008年 Columbia Music Entertainment)
- 原みどり
  - MiDo (1987年 Columbia TRIAD)

ま行
- マイク真木
  - マイクと美波里のアメリカ紀行（1971年?、 PHILIPS）
  - マイクと12人の仲間（1972年?）
- MYRAH
  - What Can I Do?（1984年、Toshiba EMI）
- 松野弘明
  - ニュー・シネマ・パラダイス (1993年 Toshiba EMI)
  - ワンス・アポン・ア・タイム・イン・アメリカ (1994年)

ら行
- ローレライ（田口俊）
  - KILLER LINE (Sony 1980年)

#### 日本以外のアーティスト
- A.S.A.P. (アサップ U.S.A. Artist）
  - Graduation/卒業写真 (1990年 Columbia TRIAD)
  - Boy Friend Girl Friend (1990年)
  - REFRAIN (1991年)
  - Cinderella Express (1992年)
  - Vacation Hot Lovin' (1992年)
  - Tears In The Sea (涙を海に返したら）(1993年)
  - Merry Christmas Wish (1993年)
  - Brothers And Sisters	(1994年
  - Lovers Only (1996年 BMG VICTOR)
  - Those Were The Days ～あの日にかえりたい～ (2008年 Nippon Columbia)
- BEL-AIR (ベル・エア U.S.A. Artist)
  - Champagne Breakfast (1990年 BMG VICTOR)
  - Turquoise Blue (1991年)
- David Chester (U.S.A. Artist)
  - Candlelight Dinner For Two (1998年 Between Two Worlds Music)
- J-SOUL (U.S.A. Various Artist）
  - ENKA x SOUL = J-SOUL	(1992年 Toshiba EMI)
- L.A. Unit (U.S.A. Artist)
  - JODY	(1990年 Crown Records)
- ONCE UPON A TIME (U.S.A. Artist)	
  - Spring Is Just Ahead	(1991年 VAP)
  - Candle Room Service	(1991年)
- Pacific Winds (U.S.A. Various Artist)
  - Pacific Coast High-way (1989年 Columbia)
- Raymond Loverock (レイモンド・ラブロック ITALY Artist)
  - レイモンド・ラヴロックのすべて (1970年 King)
- UK-Tribe (LONDON Artist)
  - Christmas Eve (1995年 East Bell/BMG)

#### 企画アルバム (Various Artist)
村上春樹オマージュアルバム
- ノルウェーの森	(1988年 Columbia Better Days)
  - L.A. WORKSHOP (U.S.A. Various Artist) スティーブ・ルカサ、リー・リトナー、レイ・パーカーJR.、トム・スコット
- ノルウェーの森II (1988年 Columbia Better Days)
  - L.A. WORKSHOP with NEW YORKER (U.S.A. Various Artist) スティーブ・ルカサ、リー・リトナー、エリック・ゲイル、リチャード・ティー、ロン・カーター、ジェフ・ポーカロ、アーニー・ワッツ、ジョー・サンプル
- アメリカから届いた「10のオマージュ」(2006年 Flash Point Records)
  - LA recording Orchestra (U.S.A. Various Artist) チック・コリア、マイケル・ブレッカー、ジェヴェッタ・スティール、ポール・ジャクソンJR.、ジェフ・ローバー、ゲイリー・ミーク、ロン・カーター、デイヴィット・ガーフィールド、ランディー・ウォールドマン、ケニー・ランキン、ルイス・ナッシュ

漣健児トリビュート 
- Together and Forever (2004年 Flash Point Records)
  - Various Artist 岸谷 香/中山加奈子/富田京子/渡辺敦子（プリンセス・プリンセス）、財津和夫/姫野達也/上田雅利/宮城伸一郎 (チューリップ)、甲斐よしひろ（甲斐バンド）、あべ静江、長谷川きよし、斉藤和義、種ともこ、さとう宗幸、小柴大造

### プロモーション・ビデオ

#### 日本人アーティスト
- 井田リエ
  - スター (1979年 King)
- 当山ひとみ / Penny
  - イマジネイション (1988年 Nippon Columbia)
- 松野弘明
  - Hidden Treasure (Toshiba EMI)

#### 日本以外のアーティスト
- A.S.A.P. 
  - Graduation/卒業写真 (1990年 Nippon Columbia)
- BEL-AIR
  - Traces of Snow (1990年 BMG VICTOR)
- Once Upon A Time
  - Spring Has Came (1991年 VAP)
  - Julian (1991年 VAP)
- UK-Trive
  - Christmas Eve	(1995年 East Bell BMG)

## テレビ

### 音楽監督
- さすらい刑事旅情編 (1988-1989年 テレビ朝日)
- 風の刑事・東京発!（1995-1996年 テレビ朝日）

### 主題歌
- ドラマ「早すぎた結婚遅すぎた恋」（エンディングテーマ TBS 1985年）
  - 当山ひとみ「BEHIND YOU」
- 米朝・メイコの面白日本（1986年 朝日放送）
  - 当山ひとみ「行き先は教えない」
- 「マンガ日本経済入門」(1987年 テレビ東京)
  - 当山ひとみ「MANY THANKS 心のままに」
- ビートたけしのTVタックル（エンディングテーマ 1999年4月～6月 テレビ朝日）
  - 原本玲子「The Last Game ～もうひとつのノーサイド」
- ドラマ「京都迷宮案内2」（2000年 テレビ朝日）
  - 久宝留理子「ROOKIE」

### CM
- 日立製作所イメージソング (1982年)
  - 当山ひとみ「Our Lovely Days」
- 岩崎通信ファッション電話「アイリーン」TVCM (1985年)
  - 当山ひとみ「School Band」
- 三井生命イメージ・ソング (1988年)
  - 当山ひとみ「It All Comes Down To Love ～愛しい人～」

## 映画

### 音楽プロデュース
- クライムハンター 怒りの銃弾（1989年、東映）
- クライムハンター2 裏切りの銃弾（1989年、東映）
- クライムハンター3 皆殺しの銃弾（1990年、東映）

### アニメ主題歌
- 妖獣都市 (原作・菊地秀行 1987年、東映)	
  - 当山ひとみ「Hold me in the shadow」エンディング主題歌
  - 当山ひとみ「It' Not Easy」挿入歌
- 映画「聖闘士星矢 真紅の少年伝説」(1988年、東映)	
  - 当山ひとみ (with Oren Waters) 「You Are My Reason To Be ～愛は瞳の中に～」

## ゲーム

### 音楽プロデュース
- ダウン・ザ・ワールド（1994年、アスキー）
- SOLD OUT (1997年 シンコーミュージック) ゲーム企画プロデュース
  - U.S.A. Various Artist「SOLD-OUT SOUND TRACK」ROCKヴァージョン・POPSヴァージョン (1997年 Sha Ri Ra)
- ティアリングサーガ ユトナ英雄戦記 	(2001年 ENTER BRAIN)
  - ティアリングサーガ ユトナ英雄戦記 オリジナルサウンドトラック (2001年 SME)
- ベルウィックサーガ (2005年 ENTER BRAIN)
  - ベルウィックサーガ SOUND TRACK (2005年 SCITORON)

### ゲーム主題歌
- トゥルー・ラブストーリー (1996年 アスキー)
  - 仲間由紀恵 「トゥルー・ラブストーリー～恋のように僕たちは～」
- トゥルー・ラブストーリー ～Remember My Heart～ (1997年 アスキー)
  - 菊池志穂 OP「きみとぼくのうた」/ ED「ひとりぼっちということ」
- トゥルー・ラブストーリー2(1999年 アスキー)
  - 菊池志穂 OP「今日も明日もいつもの道で」/ ED「スカートのポケット」
- 探偵 神宮寺三郎 灯火が消えぬ間に (1999年 データイースト)
  - 久宝留理子 ED「見つけてあげる」
- ティアリングサーガ ユトナ英雄戦記 (2001年 ENTER BRAIN) エンディング主題歌
  - 田北真衣／安田菜摘「Never Ending Dream」（日本語ヴァージョン）(2001年 SME)
  - Liz Constantine「Never Ending Dream」（英語ヴァージョン） (2001年 SME)
- ガレリアンズ:アッシュ (2002年 ENTER BRAIN) オープニング主題歌プロデュース
  - Requiem Manentia / Memini tui （君を忘れない）作詞・作曲 Michael Morati
  - ガレリアンズ:アッシュ オリジナルサウンドトラック（SCITORON 2002）

## その他
- オリックス野球クラブ（1999年）マキシシングル
  - オリックス応援歌 「ビクトリーマーチ」（マリンサイド・ウォーカーズJR）/ オリックス・イメージソング「リトル☆ネプチューン」（マリン・ウォーカーズ）